# 古鎮煌
黃維雄（1939年—2021年），筆名黃牧、古鎮煌，香港著名藝術品及古董收藏家、樂評人、旅行家、作家、悠閒生活愛好者及倡導者。

## 生平
於《明報月刊》等香港報刊撰寫專欄多年，亦為伦敦BBC中文部翻译、作者。亦於包玉刚的環球航运集团、香港赛马会、美国大通银行和中文大学等機構擔任要職。 
出版著作約70种，内容有古典音樂、红酒鉴赏、餐飲美食、旅游心得、投资房地產、證券、金市、外匯指南等。
50歲時選擇退休。
晚年在成都、北京投資餐飲業。
2021年1月於北京辭世，享年82歲。

## 部分著作
- 《金錢遊戲－企業人》
- 《上班族自保晉升術》
- 《仕途－打工的艺术》
- 《波都紅酒名莊評介》
- 《經濟眼新視野》
- 《嘆世界經濟眼》
- 《繼續嘆世界》
- 《郵輪旅遊指南》
- 《郵輪客的天書》
- 《古董筆收藏指南》
- 《做人的技術》

## 有關古典音樂的著作
- 《音樂演藝名家》，1988年，遠東音樂音響
- 《音樂的故事》，1988年，明窗出版社
- 《音樂家與音樂欣賞》，1989年，中文大學出版社
- 《音樂的世界》，1990年，明窗出版社
- 《音樂的享受》，1991年，明窗出版社
- 《音樂家﹒唱片﹒音樂會》，1995年，皇冠出版社
- 《唱片經》，1997年，皇冠出版社
- 《現場：聽樂四十年印象》，2017年，商務印書館（香港）

## 有關芭蕾舞的著作
- 《芭蕾裙下》，2017年，商務印書館（香港）